# Riera d'Osor
La riera d'Osor és un riu de Catalunya d'orientació oest-est, afluent del Ter pel seu marge dret. En el seu naixement, a la cara nord del turó de la Guàrdia, pren el nom de riera del Molí Roquer i quan s'uneix amb la riera de Sant Hilari adopta el seu nom definitiu de riera d'Osor.
Malgrat que neix al municipi d'Espinelves bàsicament transcorre pels municipis de Sant Hilari Sacalm, Osor i Anglès per acabar desembocant en el Ter, just a mig camí entre Anglès i la Cellera de Ter. Hidrogràficament destaca per ser el curs fluvial més cabalós dels que neixen a les Guilleries.
S'ha creat un sender de 2,1 km, el «Camí de la riera d'Osor».

## Afluents principals
- Sot de la Noguerola
- Sot de la Grevolosa

## Poblacions que travessa
- Osor
- Les Mines d'Osor
- Anglès